# Битва за Бахмут
Битва за Бахмут між українськими та російськими військами тривала із серпня 2022 по травень 2023 року під час російського повномасштабного вторгнення 2022 року. Вона завершилася відступом українських сил з міста. Битва стала найкровопролитнішою з початку російського вторгнення, і найкривавішою битвою піхоти з часів Другої світової війни. У ЗМІ битву називали «фортеця Бахмут» або «Бахмутська м'ясорубка».[⇨]
Бахмут — районний центр Донецької області, що до російського вторгнення мав населення у 73 тисячі мешканців. Атаки на місто почалися у серпні 2022 року з південного сходу. Російські сили просувалися навколо міста у двох напрямках, беручи його з обох сторін у напівоточення. У січні 2023 року росіяни захопили Соледар, місто на північ від Бахмута, що суттєво ускладнило ситуацію для українських оборонців. У травні 2023 року українські війська відступили з Бахмута. Надалі бої тривали на околицях, і до 2024 року російські війська підійшли до Часового Яру, що західніше Бахмута. Єдина околиця, яку українські війська продовжували тримати після відходу — Кліщіївка, панівна висота під Бахмутом.

## Передумови
Бахмут, раніше відомий як Артемівськ, був місцем битви між Збройними Силами України та російськими бойовиками, що діяли під фасадом Донецької Народної Республіки в 2014 році. Терористичні угрупування захопили частину міста під час проросійських виступів в Україні в квітні 2014 року, і підрозділ українських спецпризначенців разом із Національною гвардією було направлено, щоб вибити бойовиків з міста. Проросійських бойовиків витіснили на околиці міста, де сутички тривали до липня 2014 року, коли вони остаточно відступили з цього району.
Із 73 тисяч мешканців Бахмута до початку повномасштабної війни до травня 2022 року в місті лишалося менше 20 тисяч, завдяки цьому вдалося уникнути тієї кількості жертв, на яку сподівалися росіяни.

## Сили сторін
Перед битвою в Бахмуті український бригадний генерал Олександр Тарнавський стверджував, що Росія має перевагу в живій силі над Україною на східному фронті у співвідношенні п'ять до одного.

## Командування
На березень 2023 року керівником оборони східного фронту, в зону відповідальності якого входив Бахмут, був командувач ОСУВ «Хортиця» генерал-полковник Олександр Сирський. Обороною Бахмута керував бригадний генерал Андрій Гнатов. Безпосередньо ж у Бахмуті керували обороною комбриги 93-ї бригади полковник Павло Паліса та комбриг 3-ї бригади Національної гвардії полковник Олександр Півненко.

## Хід бойових дій
Після захоплення Попасної 22 травня українські війська відійшли від міста, щоб посилити позиції в Бахмуті. Тим часом російським військам вдалося просунутися на трасу Бахмут-Лисичанськ, поставивши під загрозу українські частини в районі Лисичанськ-Сєвєродонецьк.
Обстріли Бахмута тривали до кінця червня та липня, посилившись після початку боїв під Сіверськом 3 липня.
Після боїв за Сєвєродонецьк і Лисичанськ російські сили захопили більшість Луганської області, а поле битви змістилося в бік міст Бахмута та Соледару.
7 липня захисники змусили російських окупантів відступити під Бахмутом, відбивши кілька атак супротивника.
25 липня українські сили відступили з Вуглегірської ТЕС разом із сусіднім селищем Новолуганське, давши російським силам «невелику тактичну перевагу» в напрямку Бахмута.

### Початок штурму Бахмута
1 серпня російські війська завдали масованих наземних ударів по населеним пунктам на південь і південний схід від Бахмута. Про те, що битва за Бахмут почалася, заявили і Міноборони Росії, і проросійські телеграм-канали. Наступного дня Україна повідомила, що російські війська посилили авіаудари та обстріли Бахмута, розпочавши наземну атаку на південно-східну частину міста. 4 серпня найманцям групи Вагнера вдалося прорвати українську оборону та вийти на вулицю Патріса Лумумби на східній околиці Бахмута.
Російський ракетний удар 22 вересня знищив головний міст через річку Бахмутка, що розділяє місто навпіл, порушивши як цивільні переїзди, так і матеріально-технічне забезпечення українських військових.
На кінець вересня 2022 року бої продовжували мати позиційний характер, а бойові дії йшли навколо Зайцева, Майорська,[уточнити] Одрадівки, траси Т 0513 з максимальним оперативним успіхом Збройних Сил Росії у вигляді захоплення Жованки.
16 жовтня Міністерство оборони України опубліковало відео з позицій ЗСУ під Бахмутом.
|                                           | Ні, це не кадри з нового фільму Сема Мендеса про битву під Верденом, або на Соммі. Йдеться про окопи у Бахмута Донецької області, які українська піхота кілька місяців утримує під шквальним вогнем рашистів |
| — Міністерство оборони України у Twitter, | |

23 жовтня в східних околицях російські війська були відкинуті на 2 км в ході контратаки Збройних сил України.
27 жовтня ЗС РФ захопили цементний завод.
За даними CNN на 4 листопада, російські війська атакували меблеву фабрику.
На початку грудня російські війська підійшли впритул до міста, зокрема, були взяті село Весела Долина, частина села Опитне і села Іванград. Українські війська вдались до маневреної оборони, проводячи контратаки і завдаючи втрат противнику.
9 грудня президент Володимир Зеленський звинуватив Росію в «знищенні» Бахмута, назвавши його «ще одним донбаським містом, яке російська армія перетворила на спалені руїни». Колишній військовий і очевидець бою Петро Стоун назвав бахмутський фронт «м'ясорубкою», мовляв, росіяни «цілодобово покривають Бахмут вогнем».
20–21 грудня Бахмут відвідав президент України Володимир Зеленський. Президент зустрівся з бійцями, нагородив медалями та виступив з промовами. Візит відбувався на фоні активізації обстрілів міста.
26 грудня губернатор Донецької області Павло Кириленко заявив, що місто зруйноване більш ніж на 60 відсотків.

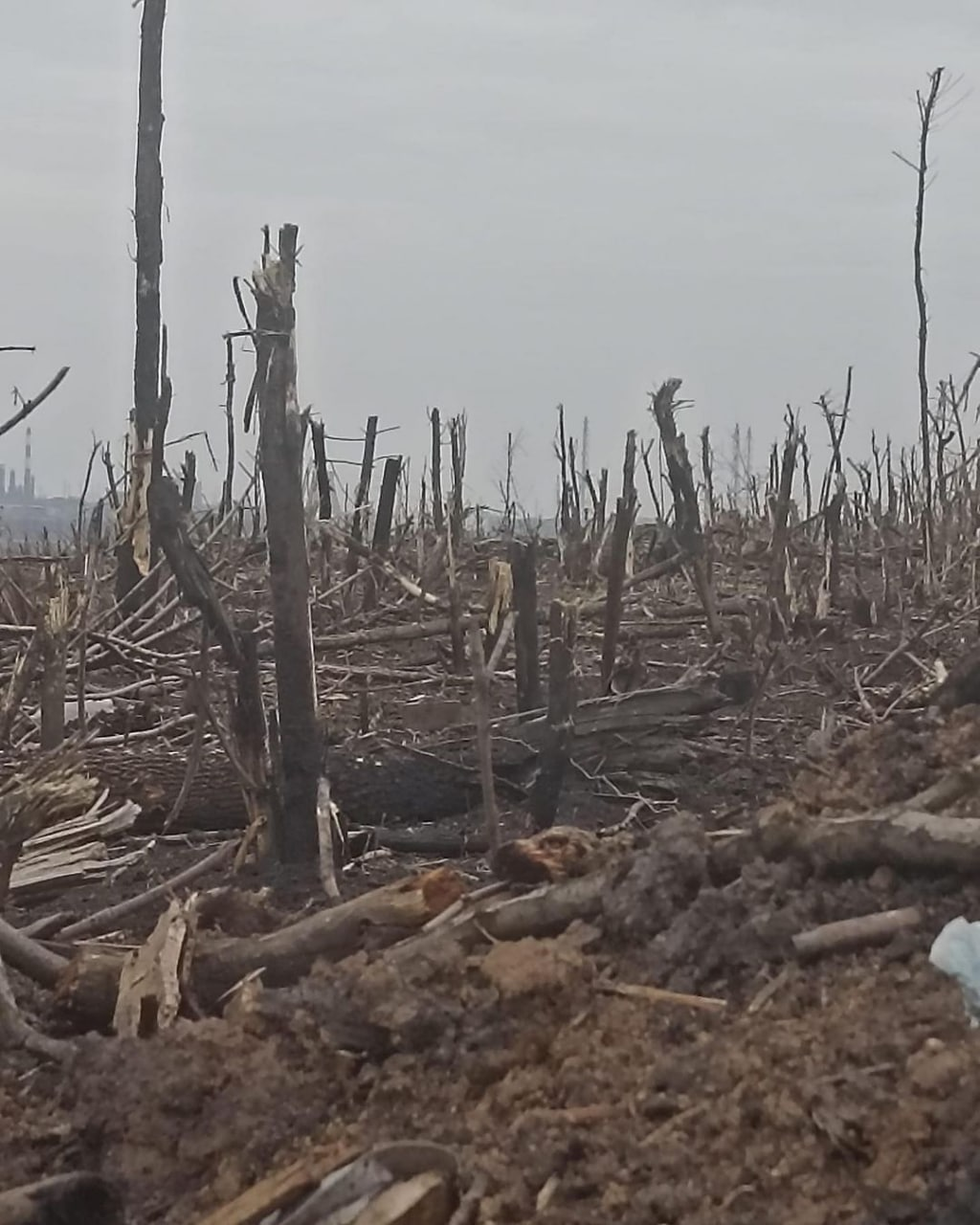
Нічийна земля на околиці Бахмута, листопад 2022 р.
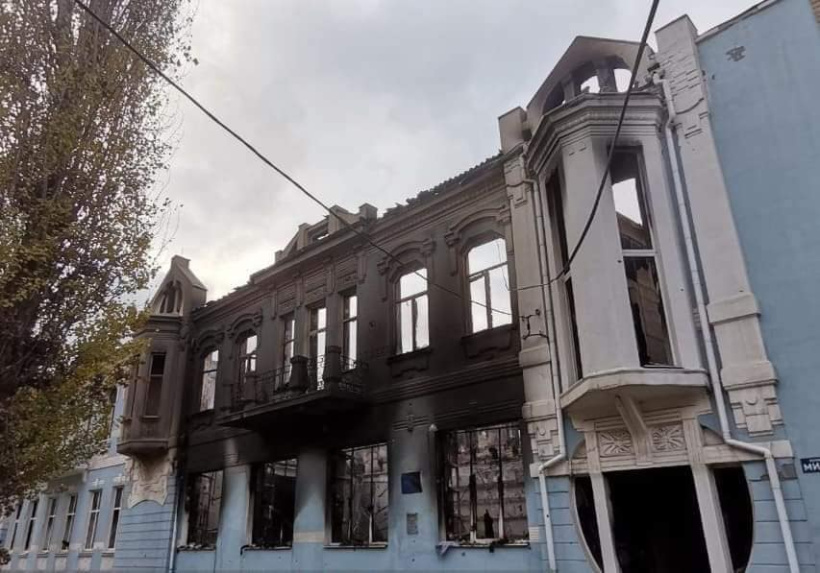
Центр дітей та юнацтва після обстрілу 13 листопада
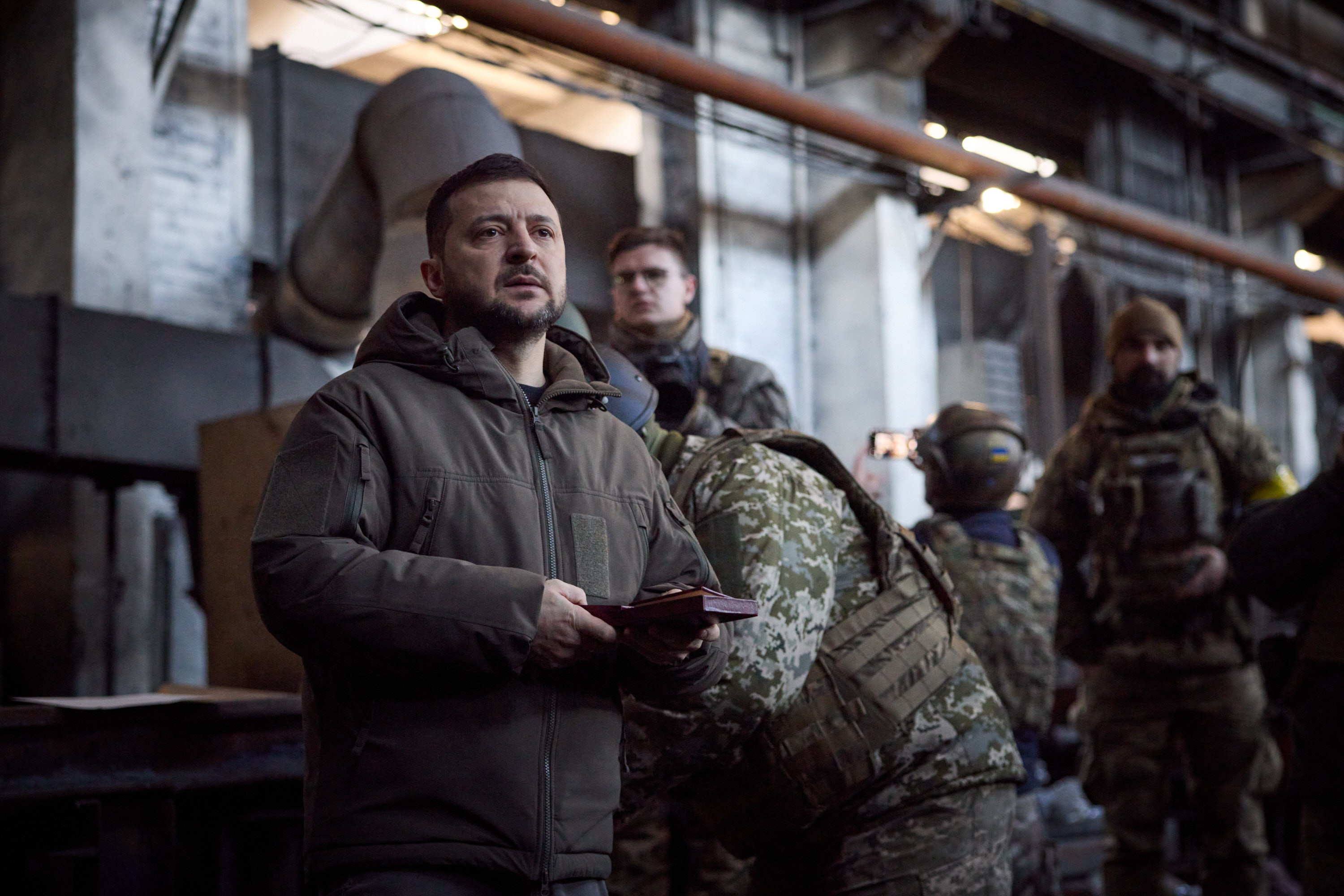
Президент України Володимир Зеленський в Бахмуті, 20 грудня 2022

8 січня під Бахмутом українські прикордонники ліквідували опорний пункт ворога.
10 січня росіяни встановили вогневий контроль над трасою до Соледара.
12 січня росіяни не змогли просунутись, їхні спроби штурму були провалені.
13 січня Українські прикордонники знищили кілька груп ПВК Вагнера.
14 січня було відомо, що в Бахмуті знищили 4158 житлових будинків.
19 січня ЗСУ знищили два безпілотники ЗС РФ.
20 січня Українські прикордонники відбили штурм росіян.
21 січня росіяни не змогли прорвати оборону, прикордонники зупинили атаку. Також було ліквідовано найманця з Танзанії, який воював у складі ПВК Вагнера, і ворожий міномет.

### Захоплення Соледара
Водночас ситуація в самому місті та навколо нього була досить напруженою, великих перемог, які могли б змінити хід Битви за Бахмут, Українським військам здобути не поталанило, ворог продовжував активні бойові дії.
11 лютого ЗСУ збили ворожий літак
Згідно витоку розвідувальних даних з Пентагону, стало відомо, що станом на 25 лютого 2023 року український гарнізон міста ледь не опинився в оперативному оточенні. Українським військовим була доступна лише одна ґрунтова дорога, що перебувала під артилерійським обстрілом супротивника. Аби запобігти повному оточенню, було залучено підрозділ «Кракен» та резервні підрозділи, які планувалось застосувати в майбутньому контрнаступі.
2 березня голова Донецької обласної військової адміністрації Павло Кириленко повідомив, що місто було зруйноване на 80 %, в ньому залишилося менше 5 тисяч мешканців.
3 березня російські військові зруйнували міст на автомобільній дорозі між Бахмутом та селом Хромове.
7 березня, за повідомленням ISW, російські війська зайняли східну частину міста.
10 березня ЗСУ провели контратаку на сході Бахмута.
11 березня Олександр Сирський заявив, що оборона Бахмута ламає плани росіян і змушує відмовитись від просування далі, хоча особливо помітних успіхів України все ще немає.
28 березня підрозділи зенітно-ракетних військ Повітряних Сил Збройних Сил України знищили російський бомбардувальник Су-24М.
31 березня бійці ЗСУ змусили російські окупаційні війська знизити темпи наступу в Бахмуті, стабілізувавши свої фланги на півночі і півдні. Про це йдеться у звіті аналітиків американського Інституту вивчення війни (ISW)
3 квітня керівник угруповання «Вагнер» Пригожин заявив про нібито взяття Бахмута, показавши відеозвернення на фоні російського прапору, який, за його словами, було встановлено на адміністративній будівлі в Бахмуті. Інформацію про захоплення міста спростував заступник міського голови Марченко.
В другій половині квітня українські військові повідомляли про застосування росіянами невстановлених газових речовин задушливої дії. Спроби росіян прорвати оборону в Бахмуті та його околицях відбуваються регулярно, проте не дають великого успіху, тим не менш російські війська, хоч і дуже повільно, але продовжують наступ.
28-29 квітня на Бахмутському напрямку відбулось 27 боїв, армія РФ здійснила понад 500 обстрілів. ЗСУ продовжують контролювати дороги, які ведуть в місто, попри спроби РФ їх захопити.
Станом на початок травня, згідно з аналізом ISW, російські окупанти контролювали більшу частину міста.
5 травня голова російської ПВК «Вагнер» Євгеній Пригожин повідомив, що його підрозділ може вийти з Бахмуту 10 травня, оскільки, за його словами, чиновники не хочуть постачати вагнерівців боєприпасами та зброєю в необхідній кількості.
6 травня російський чеченський державний діяч Рамзан Кадиров пообіцяв зайняти позиції ПВК «Вагнер» у разі їхнього відступу через брак боєприпасів.
8 травня українським бійцям вдалось просунутись та звільнити від ворогів 1 кілометр території.
10 травня українські військові звільнили ще кілька квадратних кілометрів території, контрольованої ворогом, поблизу Бахмута.
В період з 10 по 12 травня речник Східного угруповання Збройних сил України Сергій Череватий та Олександр Сирський офіційно заявляли про просування українських сил на дистанцію від 250 метрів до 2 кілометрів, залежно від ділянки.
В середині травня українські Збройні Сили продовжують контратаки в районі Бахмута.
18 травня ЗСУ продовжують вести контрнаступальні дії на окремих ділянках фронту й просунулися вглиб на 700 метрів, звільнивши урочище Ступки. В самому Бахмуті найманці ПВК «Вагнер», за підтримки російських формувань, повільно, але просуваються.

### Відступ українських сил з Бахмута
20-21 травня російське командування заявило про повне захоплення Бахмута, проте українська влада надалі це заперечувала. Взяття Бахмута росіянами фактично було визнано і ISW.
21 травня Ганна Маляр та Череватий заявили, що ЗСУ утримують споруди та приміщення у південно-західній частині міста, а також взяли Бахмут в напівоточення. Пізніше Сирський заявив, що ЗСУ готується до тактичного оточення міста.
21 травня було підтверджено присутність ЗСУ в Бахмуті, в «районі літака», так як відео окремої президентської бригади було геолоковано.
25 травня Ганна Маляр заявила, що ЗСУ продовжують тиснути ворога на флангах, щоб взяти місто у тактичне оточення.
27 травня ISW заявив, що контратаки ЗСУ ускладнюють деблокаду ПВК Вагнера. В той же день на околицях Бахмута було знищено РСЗВ «Град».
29 травня Ганна Маляр заявила, що ворог намагається посилити підрозділи, але інтенсивність наступу менша.
- Знищення російських найманців, які ховалися у садибній забудові Бахмута на правобережжі Бахмутки (початок березня 2023)

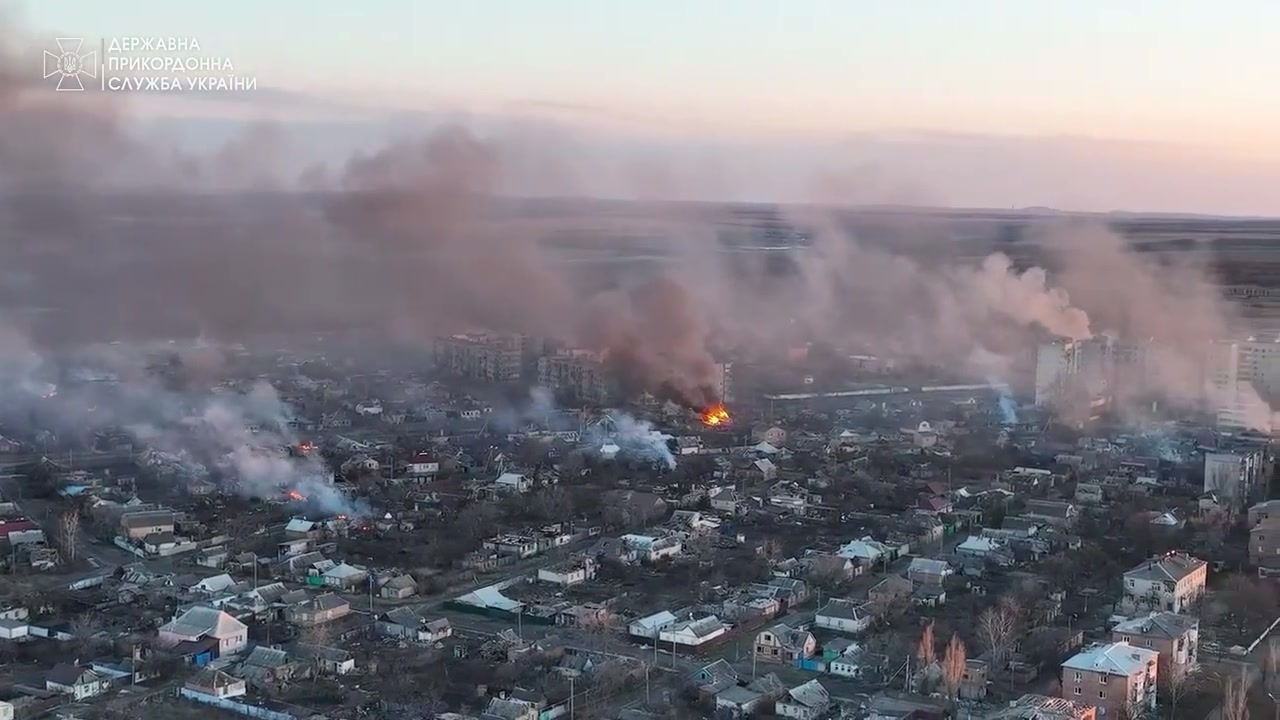
Наслідки російських артилерійських обстрілів житлових кварталів у південно-західній частині Бахмута, початок квітня 2023 року
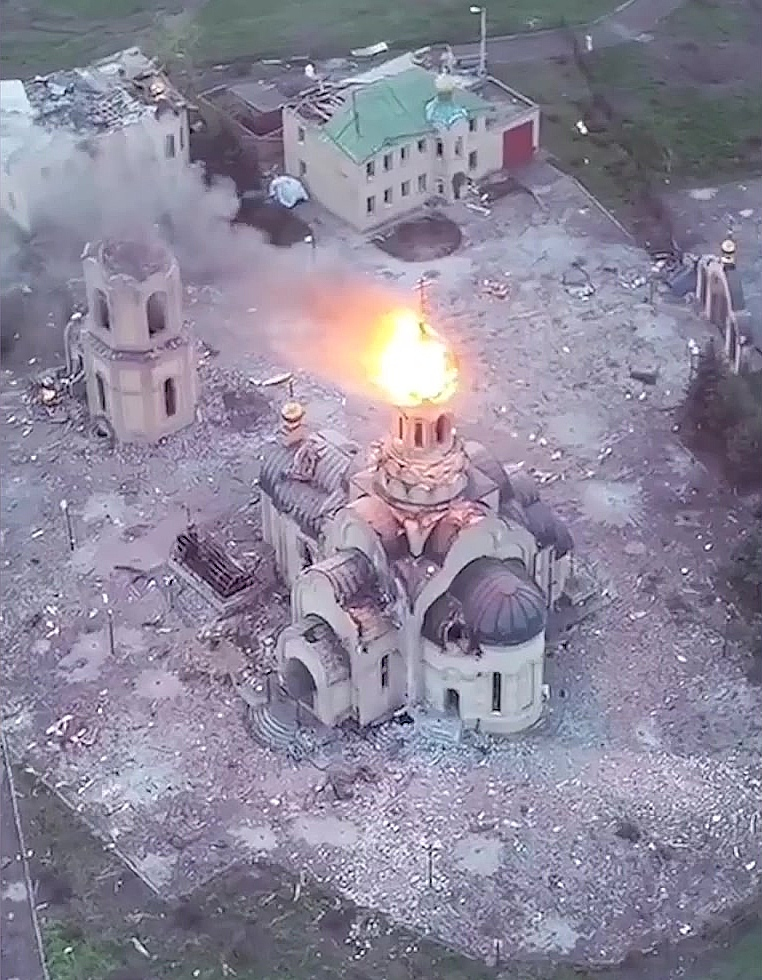
Благовіщенський храм РПЦвУ на заході Бахмута, зруйнований на початку травня 2023 року

### Український контрнаступ 2023
Влітку 2023 року позиції навколо Бахмута стали одним із напрямків довгоочікуваного українського контрнаступу.
Станом на початок червня Сили оборони України, зокрема, 3 ОШБр, повільно просувались на висотах довкола міста. Російські полонені з підрозділу «Шторм Z», захоплені в ході контратак, розповідали про використання російськими військами загороджувальних загонів проти них.
До кінця червня українські військові змогли відбити кілька позицій в районі Курдюмівки, Кліщіївки та на трасі Слов'янськ — Бахмут.
Під час усього літа 2023 року українські сили поступово вели бої на півдні та півночі Бахмута, займаючи ключові висоти з метою здійснити оперативне оточення міста.
15 вересня 3 ОШБр разом з іншими підрозділами звільнила Андріївку. За заявами командування бригади, внаслідок «блискавичної атаки» ворожу 72 ОМСБр було оточено та знищено повністю, включно з начальником розвідки, трьома командирами батальйонів і особовим складом. За словами заступника командувача 3 ОШБр Максима Жоріна, бої були надзвичайно важкими, але цей населений пункт є дуже важливим плацдармом для подальших боїв за Бахмут, а також дозволяє встановити вогневий контроль над залізницею.
17 вересня бійці 80 ОДШБр, 5 ОШБр та бригади поліції «Лють» звільнили Кліщіївку. Того дня російськими джерелами було підтверджено загибель командира 31-ї десантно-штурмової бригади полковника Андрія Кондрашкіна із позивним «Дунай». За даними журналіста Юрія Бутусова, це сталося під Бахмутом. Кондрашкін та частини 31-ї бригади відбивали атаки 3-ї штурмової бригади ЗСУ на південь від села Андріївка, але українські сили прорвали оборону російських сил на цій ділянці.
18 вересня командувач Сухопутних військ ЗСУ Олександр Сирський заявив, що на Бахмутському напрямку було пробито російську лінію оборони, а кілька найпідготованіших підрозділів ЗС РФ втратили боєздатність, серед них 72-га, 31-ша та 83-тя бригади.
19 листопада росіяни влаштували невдалий штурм: двох було вбито, одного взято в полон.

## Оцінки
У ЗМІ битву називали «фортеця Бахмут» або «Бахмутська м'ясорубка».
Битва за Бахмут — найкровопролитніша битва з початку російського вторгнення в Україну 2022 року, і найкривавіша битва піхоти з часів Другої світової війни.

## У мистецтві
- SPIV BRATIV — Бахмут[99]
- Антитіла — Фортеця Бахмут[100]
- Документальний фільм Мстислава Чернова «2000 метрів до Андріївки» (2025)[101]

### Відео
- Бахмут, остання дорога // Документальний фільм, 15 лютого 2023 р.